# كيت سوندرز (لاعبة هوكي الحقل)
كيت سوندرز (بالإنجليزية: Kate Saunders)‏ هي لاعب هوكي الحقل نيوزيلندية، ولدت في 6 مايو 1982.

## وصلات خارجية
- كيت سوندرز على موقع أوليمبيديا (الإنجليزية)
- كيت سوندرز على موقع اللجنة الأولمبية النيوزيلندية (الإنجليزية)